# アレクサンダル・イェシッチ
アレクサンダル・イェシッチ（Aleksandar Ješić (セルビア語: Александар Јешић、1994年9月13日 - ）は、セルビア・ゴルニ・ミラノヴァツ出身のプロサッカー選手。ネフチ・フェルガナ所属。ポジションは、ミッドフィールダー（ウイング）。